# Коновницын, Григорий Петрович
Граф Григорий Петрович Коновницын (25 декабря 1809 [6 января 1810] — 10 [22] июля 1846) — российский военный деятель, из графского рода Коновницыных.

## Биография
Сын генерала Петра Петровича Коновницына и Анны Ивановны Корсаковой. В семье росло ещё трое сыновей Петр, Иван, Алексей и дочь Елизавета. Родился в Петербурге, крещен 31 декабря 1809 году в церкви Владимирской иконы Божией Матери в Придворных слободах, крестник генерал-майора С. А. Олсуфьева и тетки родной М. И. Корсаковой.
Анна Ивановна в одном из писем к мужу писала о сыне: «прекрасный собой, грасов пропасть, не глуп будет, и все его любят, очень на моего отца походит». Получил домашнее образование, потом воспитывался в Пажеском корпусе, камер-паж (декабрь 1825 года), в 1828 году выпущен прапорщиком в лейб-гвардии Финляндский полк, в 1830 году командирован в Тенгинский пехотный полк на Кавказ, участвовал в боях с горцами.
В 1830 совершил с полком переход в Царство Польское для подавления польского восстания 1830—1831 гг., отличился при штурме Варшавы (1831).
В 1837 доставил в Курган сообщение об определении М. М. Нарышкина рядовым на Кавказ, сопровождал сестру при её возвращении в Европейскую Россию.
А. Е. Розен писал: 
В одно время получили мы это известие [о переводе на Кавказ] от генерал-губернатора [князя П. Д. Горчакова] и от прибывшего в Курган капитана графа Коновницына, который в лагере под Красным Селом выпросил себе позволение проводить сестру свою, Е. П. Нарышкину из Сибири на родину
В 1843 переведён штабс-капитаном в лейб-гвардии Павловский полк с увольнением в бессрочный отпуск. До 1846 года был гдовским уездным предводителем дворянства.
Граф Григорий Петрович Коновницын скончался 10 (22) июля 1846 и был похоронен в семейном имении Кярово (ныне в Псковской области) рядом с родителями.

## Брак
Жена — Надежда Андреевна Кологривова (1821—1887), фрейлина двора (05.12.1837), дочь генерала от кавалерии Андрея Семеновича Кологривова от его брака с Екатериной Александровной Челищевой. Брак был бездетным. После смерти первого супруга Надежда Андреевна вышла замуж за князя Александра Михайловича Дондукова-Корсакова (1820—1893).